# Майманак
Майманак (узб. Maymanoq / Майманоқ) — посёлок городского типа, расположенный на территории Касбийского района Кашкадарьинской области Республики Узбекистан.
Статус посёлка городского типа с 2009 года.

## Население
По данным переписи 2010 года, в посёлке проживало 17 830 человек.